# Дары смерти (фильм)
«Дары смерти» (англ. The Devil's Candy — дословно «Конфеты дьявола» или «Лакомство дьявола») — американский хоррор с элементами чёрного юмора режиссёра и сценариста Шона Бирна. Премьера фильма состоялась 13 сентября 2015 года на 40-м кинофестивале в Торoнто.

## Сюжет
Семья эксцентричного художника Джесси переезжает в новый дом. Их предупреждают, что цена на жилище сильно снижена по причине недавно случившихся здесь двух смертей, которые, правда, не носили криминального характера. Джесси и его жену это не отпугивает. В новом доме он приобретает столь необходимое вдохновение, близкое к одержимости, и наконец-то становится близок к подписанию первого серьёзного контракта. Появление таинственного толстяка, утверждающего, что это дом его родителей, становится первым звоночком на пути к подлинному ужасу.

## В ролях
- Итан Эмбри — Джесси
- Шири Эпплби — Астрид
- Кьяра Гласко — Зои
- Пруитт Тейлор Винс — Рэй Смайл
- Марко Перелла — сержант Дэвис
- Тони Амендола — Леонард
- Джэми Тисдейл — Мара

## Награды и номинации
Кинофестиваль в Сиджесе:
- Лучший фильм (номинация)

Кинофестиваль в Жерармере:
- Лучшая музыка к фильму (победа)

## Критика
Подобно предыдущей картине Бирна, «Любимым», фильм получил положительные отзывы: 92% положительных рецензий по данным сайта Rotten Tomatoes с оценкой 7,4/10. Резюме критиков гласит:

«Дары смерти» игриво выворачивают хоррор-штампы, и при этом предоставляют более чем достаточно стильных «пугалок» для удовлетворения поклонников жанра.Оригинальный текст (англ.)The Devil's Candy playfully subverts horror tropes while serving up more than enough stylish thrills to satisfy genre enthusiasts.